# هينشيل أتش أس 123
هينشيل أتش أس 123 قاذفة انقضاضية ثنائية السطح بمقعد تستخدم في دور دعم جوي قريب، تستخدم في لوفتفافه الألمانية خلال الحرب الأهلية الإسبانية وفي وقت مبكر إلى منتصف الحرب العالمية الثانية. أثبتت أنها قوية ودائمة وفعالة خاصة في الظروف القاسية. استمرت في رؤية خدمة الخطوط الأمامية حتى عام 1944، ولكن تم سحبها فقط بسبب نقص هياكل الطائرات وقطع الغيار المتوفرة (انتهى الإنتاج في عام 1940).

### قبل الحرب العالمية الثانية

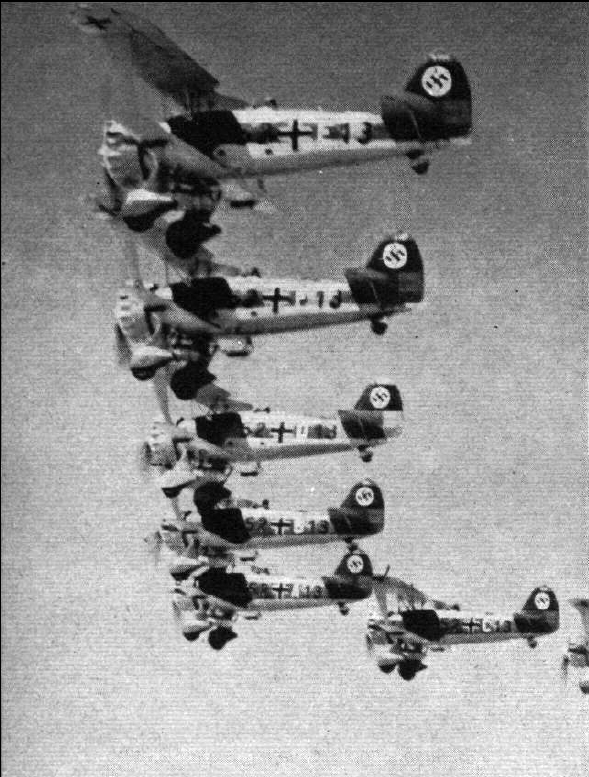
سرب من هينشيل أتش أس 123As في الرحلة قبل الحرب العالمية الثانية

## تاريخ العمليات

### الحرب الصينية اليابانية الثانية
كما تم تصدير اثني عشر طائرتية من طراز 123s إلى الصين، حيث تم استخدامها على نطاق واسع كقاذفات انقضاضية ضد السفن الحربية اليابانية على طول نهر يانغتسي، خاصة في عام 1938.

## ميراث
تبين أن طائرة هينشيل أتش أس 123 بطيئة ولكنها قوية وموثوقة يمكن أن تكون فعالة في الهجوم البري. على الرغم من مظهرها القديم، أثبتت أتش أس 123 أنها مفيدة في كل ساحات المعركة في الحرب العالمية الثانية التي حاربت فيها.
من المعروف أن لا 123s Hs قد نجت من الحرب لذلك لن تجدها محفوظة في أي متاحف.

## العاملين
وصلة=|حدود  China
قامت القوات الجوية الوطنية بتشغيل 12 طائرة.
وصلة=|حدود  ألمانيا
وفتوافا
وصلة=|حدود  إسبانيا
اشترت Ejército del Aire (سلاح الجو الإسباني (Ejército del Aire) طائرات لفيلق الكندور، وطلبت 11 طائرة إضافية من ألمانيا.

## قائمة المراجع
- Eden, Paul and Soph Moeng, eds. The Complete Encyclopedia of World Aircraft. London: Amber Books, 2002. (ردمك 0-7607-3432-1)رقم الكتاب المعياري الدولي 0-7607-3432-1.
- Fitzsimmons, Bernard, ed. "Hs 123, Henschel." The Illustrated Encyclopedia of 20th Century Weapons and Warfare. New York: Columbia House, 1967.
- Franco, Lucas Molina. Henschel HS 123 (Perfiles Aeronáuticos 2: La Máquina y la Historia) (in Spanish with English captions). Valladolid, Spain: Quiron Ediciones, 2006. (ردمك 84-87314-61-9)رقم الكتاب المعياري الدولي 84-87314-61-9.
- Green, William. Warplanes of the Second World War, Volume Nine: Bombers. London: Macdonald & Co. (Publishers), 1968 (fourth impression 1972). (ردمك 0-356-01491-6)رقم الكتاب المعياري الدولي 0-356-01491-6.
- Green, William. Warplanes of the Third Reich. London: Macdonald and Jane's Publishers, 1970 (fourth impression 1979). (ردمك 0-356-02382-6)رقم الكتاب المعياري الدولي 0-356-02382-6.
- Gunston, Bill. An Illustrated Guide to German, Italian and Japanese Fighters of World War II: Major Fighters and Attack Aircraft of the Axis Powers. New York: Arco Publishing, 1980. (ردمك 0-668-05093-4)رقم الكتاب المعياري الدولي 0-668-05093-4.
- Gunston, Bill. The Encyclodepia of the Worlds Combat aircraft'. New York: Chartwell Books, 1976.
- Gunston, Bill and Tony Wood. Hitler's Luftwaffe. London: Salamander Books, 1977. (ردمك 0-86101-005-1)رقم الكتاب المعياري الدولي 0-86101-005-1.
- Höfling, Rudolf. Henschel Hs 123: Die Geschichte eines legendären Schlachtflugzeuges (Flugzeug Profile 42) (in German). Stengelheim, Germany: Unitec Medienvertrieb, 2004.
- Ledwoch, Janusz. Henschel Hs 123 (Wydawnictwo Militaria 4) (in Polish with English captions. Warszawa, Poland: Wydawnictwo Militaria, 1995. (ردمك 83-86209-30-5)رقم الكتاب المعياري الدولي 83-86209-30-5.
- "Legacy of Udet...The Henschel HS 123". Air International, Vol. 15, No 2, August 1978, pp. 72–79. Bromley, UK: Fine Scroll.
- Shepherd, Christopher. German Aircraft of World War II with Colour Photographs. Edinburgh: Sidgwick & Jackson, 1975. (ردمك 0-283-98179-2)رقم الكتاب المعياري الدولي 0-283-98179-2.
- Smith J. R. and Anthony Kay. German Aircraft of the Second World War. London: Putnam & Company, 1972. (ردمك 0-370-00024-2)رقم الكتاب المعياري الدولي 0-370-00024-2.
- Taylor, John W. R. "Henschel Hs 123." Combat Aircraft of the World from 1909 to the present. New York: G.P. Putnam's Sons, 1969. (ردمك 0-425-03633-2)رقم الكتاب المعياري الدولي 0-425-03633-2.
- Weal, John. "Eastern Front Schlachtflieger." Wings of Fame, Vol. 7. London: Aerospace Publishing, 1997. (ردمك 1-880588-23-4)رقم الكتاب المعياري الدولي 1-880588-23-4.
- Winchester, Jim. "Henschel Hs 123." Aircraft of World War II: The Aviation Factfile. Kent, UK: Grange Books, 2004. (ردمك 1-84013-639-1)رقم الكتاب المعياري الدولي 1-84013-639-1.